# Oraesia hartmanni
Oraesia hartmanni är en fjärilsart som beskrevs av Heinrich Benno Möschler 1853. Oraesia hartmanni ingår i släktet Oraesia och familjen nattflyn. Inga underarter finns listade i Catalogue of Life.